# Elsa Merlini
Elsa Merlini (Trieszt, 1903. július 26. – Róma, 1983. február 22.) olasz filmszínésznő. 1931 és 1976 között 29 filmben szerepelt.

## Élete és pályafutása
Az 1930-as és 1940-es években ő volt az úgynevezett fehér telefonok filmes korszakának egyik híres arca. A háború után azonban magánéleti okokra hivatkozva lemondott a filmben való további munkáról, és később már csak kisebb szerepeket játszott. Az akkor még Ausztria-Magyarországhoz tartozó Triesztben született, eredeti családneve Tscheliesnig volt. Firenzében tanult, ahol főleg olasz nyelvtudását fejlesztette, és igyekezett megszabadulni a német és szláv hatásoktól a szóbeli kifejezésmódjában. Nem sokkal az első világháború után színházban kezdett színészkedni Annibale Ninchivel.
1930-ban Elsa a Compagnia Niccodemi színházi társulathoz szerződött. Itt elsősorban komikus színésznőként dolgozott. Ekkor debütált a kamera előtt is, és játszotta első főszerepét A TITKÁR (La segretaria privata, 1931) című vígjátékban. Maga a történet nem nyújtott minőségi látványt, de a film kasszasikernek bizonyult és Elsa a sztárok közé emelkedett. 
Elsősorban a színházi munkát tartotta fontosnak, így filmográfiája nem olyan nagy, mint a korabeli többi káprázatos szépségé. Kereskedelmileg sikeres és művészileg ambiciózus rendezőkkel forgatott. Többször dolgozott együtt például Marie Bonnarddal (HARMINC MÁSODPERC SZERELEM – Trenta secondi d′amore, 1936) vagy Marie Mattolival (A FEHÉR HÖLGY – La dama bianca, 1938). Társai a kamera előtt a kor népszerű szerelmesei voltak, mint Amedeo Nazzari, Nino Besozzi, és természetesen a híres Vittorio de Sica is (AZ ÖN SZOLGÁLATÁRA, MADAM – Ai vostri ordini, signora, 1939). Időnként énekelt is, és több lemezen is hallható, például Nino Besozzival.
Elsa Merlini 1934-ben kötötte össze magán- és szakmai életét Renato Cialente-vel. Együtt megalapították saját Merlini-Cialente színtársulatukat, amely nemcsak az olasz repertoárt, hanem  világklasszikusokat is előadott (például Csehov darabjait). Egy filmben is együtt szerepelt Cialentóval. A NAVARRA KIRÁLYNŐJE (La regina di Navarra, 1942) című történelmi életrajzi film volt az egyik legértékesebb, amit Elsa Merlini készített. Renato Cialente tragikusan életét vesztette 1943 novemberében, amikor egy német autó elütötte miközben elhagyta a színházat.
Elsa-t mélyen érintette Cialento tragikus halála, és átmenetileg teljesen visszavonult a magánéletbe. Később azonban visszatért a színházhoz, és az 1950-es években újra filmeket kezdett készíteni. Míg a színházban ismét változatos repertoárban jeleskedett, a filmben csak kisebb szerepek vártak rá. A kivétel a Cameriera bella presenza offresi (1951) című vígjáték volt, amely kifejezetten neki készült. A színésznő kilenc év kihagyás utáni visszatérése a mozikba, akkoriban jelentős publicitást kapott. Ezen felül a rádióban, majd a televízióban is az 1950-es és 1960-as években számos híres színdarab adaptációjában szerepelt.
Elsa Merlini 1983 márciusában Rómában hunyt el rákbetegség következtében, 80 évesen. 

## Válogatott filmográfia
- A magántitkár (1931)
- Egy éjszaka veled (1932)
- Paprika (1933)
- Modellt keresünk (1933)
- A viráglány a Grand Hotelből (1934)
- A szerencsés gyémánt (1934)
- Ginevra degli Almieri (1935)
- Thirty Seconds of Love (1936)
- Ádám fája (1936)
- Nem ismerlek többé (1936)
- The Lady in White (1938)
- Parancsára, Madame (1939)
- Az utolsó tánc (1941)
- Navarra királynője (1942)
- Arany lábai (1958)

## Fordítás
Ez a szócikk részben vagy egészben  az   Elsa Merlini című angol Wikipédia-szócikk ezen változatának fordításán alapul.  Az eredeti cikk szerkesztőit annak laptörténete sorolja fel. Ez a jelzés csupán a megfogalmazás eredetét és a szerzői jogokat jelzi, nem szolgál a cikkben szereplő információk forrásmegjelöléseként.